# ساول غوتيريز
ساول غوتيريز (بالإسبانية: Saúl Gutiérrez Macedo) هو لاعب تايكوندو مكسيكي، ولد في 28 ديسمبر 1992 في مدينة لازارو كارديناس في المكسيك.

## وصلات خارجية
- ساول غوتيريز على موقع TaekwondoData.com (الإنجليزية)
- ساول غوتيريز على موقع أوليمبيديا (الإنجليزية)